# Marattia

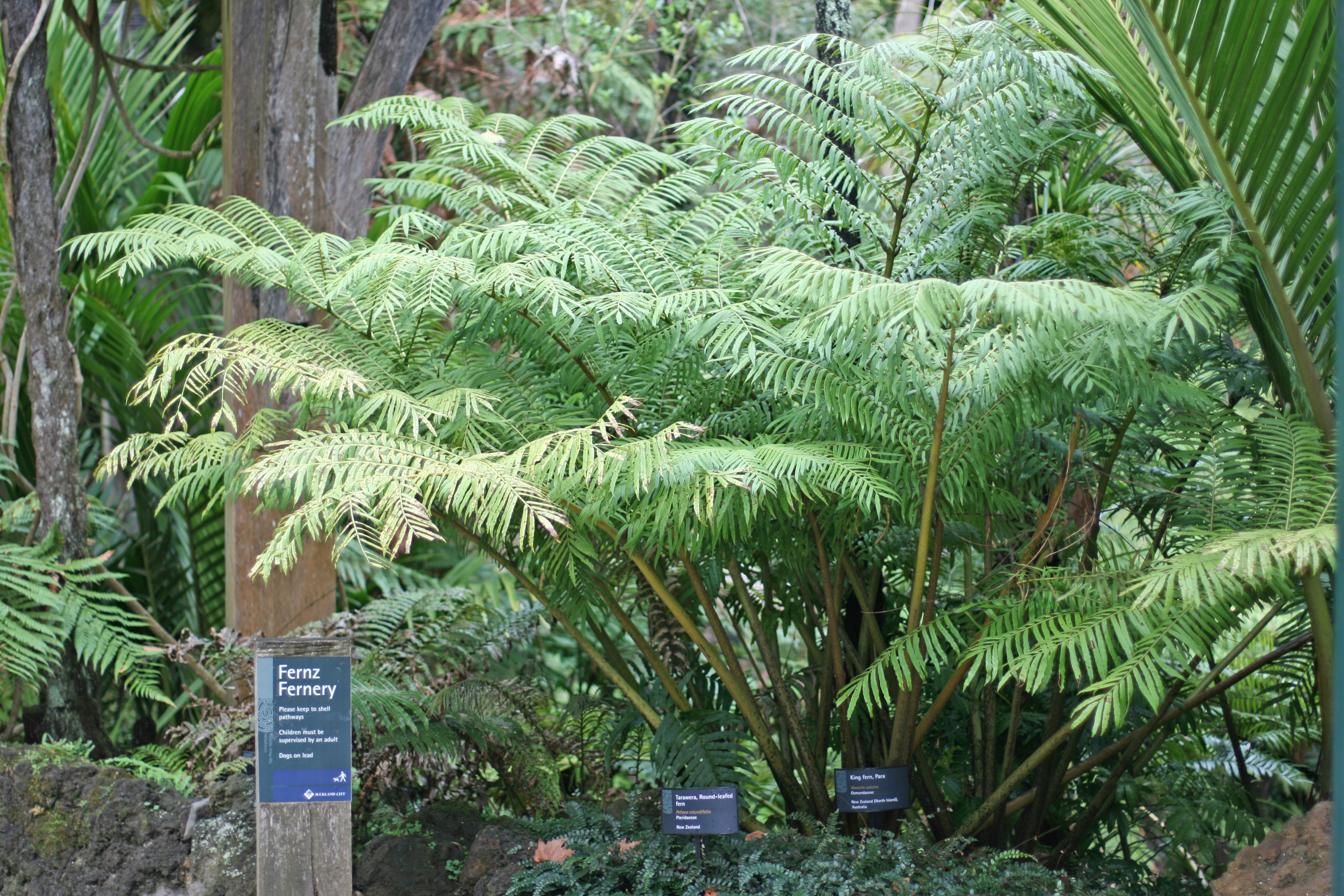
Marattia salicina, espécie conhecida por "feto-rei".

Marattia é um género de pteridófitos pertencente à família Marattiaceae que agrupa cerca de nove espécies validamente descritas.

## Descrição
As espécies pertencentes ao género Marattia são plantas de hábitos terrestres, com rizoma robusto e carnudo, rastejante a erecto, com escamas e estípulas de grandes dimensões. As raízes são também carnudas. As folhas são monomorfas, geralmente grandes, com pecíolo engrossado, carnoso, articulado na base e escamoso. A lâmina das folhas é 2- ou 3 (4)-pinada, glabra. com as pinas com a base algo escura e inchada, costas aladas, a asa descontínua e larga. As folhas apresentam idioblastos. Os esporângios estão dispostos em duas fileiras dentro de estruturas compostas (sinângios) localizadas nas proximidades do extremo das nervuras. Cada esporângio abre por uma incisão bi-valvada em forma de ameijoa com abertura longitudinal, indúsio ausente e esporos monoletos.

## Taxonomia
O género foi descrito por Peter Olof Swartz e publicado em Nova Genera et Species Plantarum seu Prodromus 128. 1788, tendo como espécie tipo Marattia alata Sw..
O género Marattia agrega as seguintes espécies:	
- Marattia alata Sw. Cuba, Jamaica[3]
- Marattia cicutifolia Kaulf. – sul do Brasil[3]
- Marattia douglasii (C. Presl) Baker[3]
- Marattia excavata Underw. – México ao Panamá[3]
- Marattia interposita Christ – Guatemala ao Panamá[3]
- Marattia laxa Kunze – México ao Panamá[3]
- Marattia weinmanniifolia Liebm. – sul do México a El Salvador[3]

Sinonímia:
- Marattia fraxinea Smith = Ptisana fraxinea (Sm.) Murdock
- Marattia laevis Sm. = Eupodium laeve (Sm.) Murdock
- Marattia pellucida C. Presl = Ptisana pellucida (C. Presl) Murdock